# Alfa Hydri
Alfa Hydri (α Hyi) – druga pod względem jasności gwiazda w południowym gwiazdozbiorze okołobiegunowym Węża Wodnego. Można ją łatwo dostrzec gołym okiem mimo jasności widzialnej +2,8m.

## Charakterystyka
Alfa Hydri jest jedną z trzech gwiazd w gwiazdozbiorze Węża Wodnego powyżej czwartej obserwowanej wielkości gwiazdowej. Nie ma nazwy tradycyjnej, nieformalnie jest znana jako „Głowa Węża Wodnego”. Gwiazda nie powinna być mylona z Alfa Hydrae (Alphardem) z konstelacji Hydry. Na niebie można ją odszukać bez większych problemów. Znajduje się na południe od najjaśniejszej gwiazdy gwiazdozbioru Erydanu, Achernaru. Około 2900 roku p.n.e. była południową gwiazdą polarną, znacznie jaśniejszą niż obecna (Sigma Octantis).
Na podstawie danych przekazanych przez satelitę Hipparcos, Alfa Hydri znajduje się w odległości ok. 71,8 roku świetlnego (22,0 pc) od Słońca. Gwiazda ma masę 1,9 masy Słońca i promień ponad trzykrotnie większy niż promień Słońca. Rozpoczęła życie jako biała gwiazda typu widmowego A, około miliard lat temu. Z zakończeniem syntezy wodoru w hel przeistacza się w podolbrzyma, aby w przyszłości stać się czerwonym olbrzymem, czterdzieści razy jaśniejszym niż obecnie. Gwiazda zawiera stosunkowo dużo metali, czyli pierwiastków innych niż wodór i hel, w szczególności cztery razy więcej tlenu niż Słońce.